# Камы

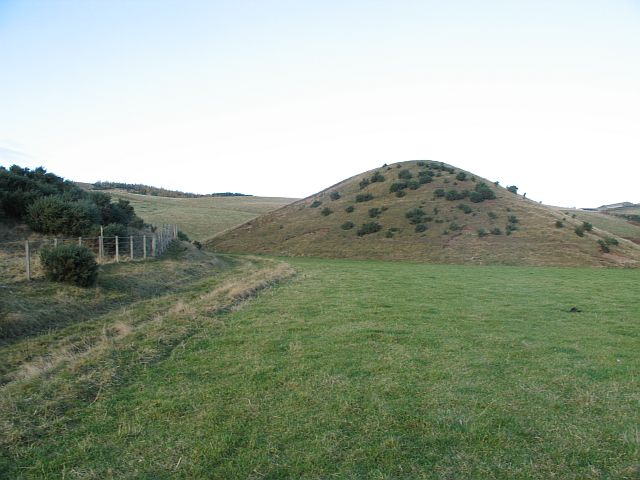
Кам близ Кирримуира, Шотландия

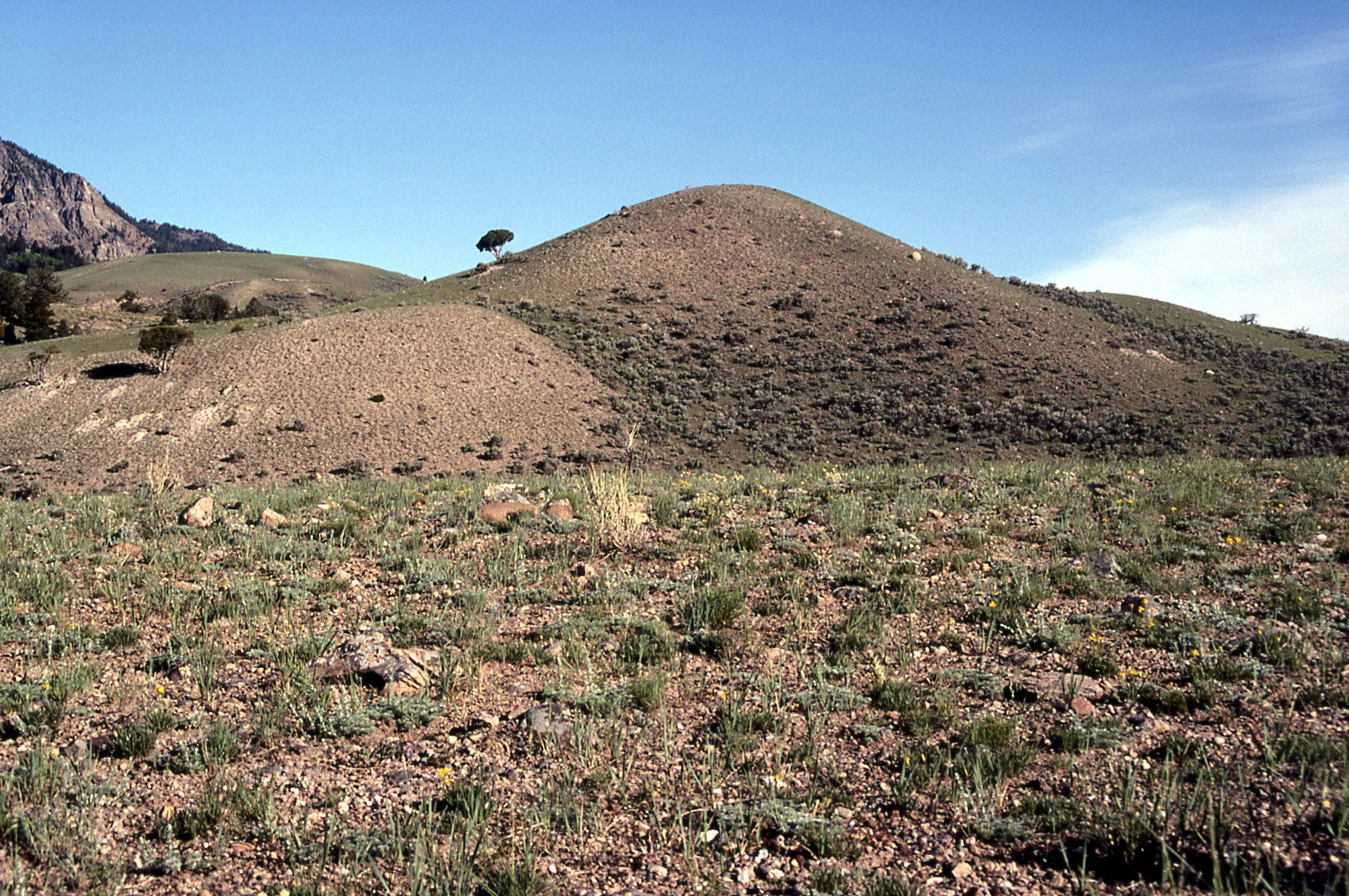
Кам, Йеллоустонский национальный парк

Камы (от нем. Kamm, скотс kaim «гребень») — куполовидные крутосклонные беспорядочно разбросанные холмы, состоящие из слоистых песков, супесей, суглинков с примесью гравия и прослоев глины, отложенных проточными талыми ледниковыми водами.
Встречаются одиночно и группами, преимущественно на Северо-Западе Европейской части России (Карелия, Ленинградская область), на севере Беларуси и в странах Балтии. Высота от 2—5 до 30 м. Образуются у края материковых ледников при их отступлении. Вопрос о происхождении кам до конца не изучен.
Согласно одной из наиболее распространённых гипотез, камы возникали вследствие аккумулирующей деятельности потоков, которые циркулировали на поверхности, внутри и в придонной части крупных глыб мёртвого льда в период деградации ледника.